# Tappo (gioco)
Tappo è un popolare gioco di carte italiano. In alcune varianti è noto come Asino, Merda o Porco. È diffuso in molte varianti in tutta Italia e si gioca con un mazzo di carte tradizionale qualunque (a semi francesi, bergamaschi, trevisani, ecc...).

## Regole
Il numero di giocatori va da un minimo di 3 a un massimo di 13. Il mazziere forma un mazzo con quattro carte dello stesso valore per ogni giocatore e distribuisce quattro carte ad ogni giocatore. Per esempio in cinque giocatori potrebbe inserire tutte le carte dall'asso al cinque di tutti i semi. Al centro del tavolo viene messo un mucchietto di tappi o turaccioli in numero pari al numero dei giocatori meno uno. In cinque giocatori si piazzano quattro tappi.
Ogni turno, al via del mazziere, ogni giocatore sceglie una carta e la passa al giocatore alla propria sinistra, ricevendo una carta dal giocatore alla propria destra. Chi riesce a mettere insieme quattro carte uguali grida "Tappo" e prende un tappo dal mucchio. Ogni altro giocatore deve prendere un tappo, l'ultimo che rimane senza deve pagare penitenza e resta fuori dal gioco, i tappi sono ridotti di uno e si prosegue fino a che non resta un ultimo giocatore.
È possibile bluffare gridando una parola simile a "tappo", come "zappo" o "pappo" e fare finta di prendere un tappo. Se qualcuno viene tratto in inganno ed afferra veramente un tappo è eliminato dal gioco. È possibile inoltre giocare senza tappi, in questo caso quando si grida tappo si mette la mano in mezzo al tavolo e tutti gli altri devono mettere la mano sopra a quella del primo giocatore, l'ultimo con la mano sopra a quella di tutti gli altri è eliminato.

## Varianti

### Porco
Invece di gridare "tappo" si grida "porco", il giocatore che rimane senza tappo viene detto "p", quando rimane senza tappo una seconda volta viene detto "por", alla terza volta viene detto "porco" ed eliminato dal gioco. In un'ulteriore variante del porco chi è eliminato può cercare di far parlar chi è ancora in gioco, se qualcuno gli risponde allora diventa un "porco" ed è eliminato dal gioco, mentre chi l'ha fatto parlare rientra in gioco al suo posto con la stessa situazione che aveva il giocatore eliminato (senza penalità, "p" o "por"). Questa variante, giocata in Sicilia, prevede di solito tre o quattro giocatori. Nel primo caso, i giocatori useranno le sole carte di corte (donne, cavalli e re) e tutte quelle numerali costituiranno il tallone centrale dei chili di merda. Nel secondo caso, i giocatori useranno sia le figure che gli assi.

### Merda
Merda: al posto dei tappi si usa un secondo mazzo di carte che funzionano da 	fiche, detto "chili di merda". Invece di gridare tappo si grida "merda" e mette la mano sul mazzo dei chili di merda, l'ultimo a metterla perde la mano e pesca una carta dal mazzo dei chili di merda. Il gioco termina all'esaurimento del mazzo dei chili di merda. Perde chi ha pescato più carte dal mazzo dei chili di merda, considerandone solo il numero o anche il valore delle singole carte (Asso: 11 chili, dal 2 al 7 (o al 10): i rispettivi valori nominali, fante: 8 chili (o 10), donna o cavallo: 9 chili (o 10), re: 10 chili, ecc...). Nel caso che il secondo mazzo comprenda anche i "Jolly" questi assumono un valore molto più elevato di chili di merda a seconda delle zone e delle consuetudini (ad esempio in Toscana 25 chili).

### Ulteriori varianti di Merda
- Utilizzando il secondo tipo di carte regionali, quelle che prevedono coppe, denari, bastoni e spade, di solito si aggiunge nel mazzo del gioco il cavallo, denominato "ciuccio" o anche "scecco".
- Variante per bambini: visto che non è facile giocare e tenere in mano un così alto numero di carte, il mazziere distribuisce solo 4 carte a testa.
- Variante a turni: il passaggio della carta è fatto uno alla volta. Il giocatore con una carta in più in mano comincia andando in senso antiorario. Quando un giocatore ha le 4 carte uguali in mano scarta la carta in più e prima che il giocatore successivo la prenda può fare "merda".
- Variante con sciacquone: in pratica al momento di pescare una carta dal mazzo dei chili di merda se la carta pescata è il re di denari (o di cuori, se si gioca con carte francesi o milanesi), o il sette degli stessi semi in altre zone d'Italia, il giocatore può scartare tutti i suoi chili precedentemente posseduti e rimetterli nel mazzo. Il numero di "sciacquoni" fra i chili di merda può essere anche più di uno (a seconda dei mazzi).
- Variante con le domande: quando qualcuno risponde a una domanda di qualsiasi tipo posta da uno qualunque dei giocatori (p.es. «come stai?», «che ore sono?», «mi passi il posacenere?»), i chili di merda del giocatore che ha posto la domanda passano a colui che ha incautamente risposto. Così si crea un clima di generale sfiducia e odio reciproco, nell'autentico spirito del gioco.
- Variante acquatica: se giocata in prossimità di piscina/mare, chi raggiunge o supera un determinato numero di chili di merda prefissato, viene gettato (o si getta spontaneamente) in acqua vestito.